# Thierry Ascione
Thierry Ascione (* 17. Januar 1981 in Villeurbanne) ist ein ehemaliger französischer Tennisspieler. Seine beste Platzierung in der ATP-Weltrangliste erreichte er am 9. Februar 2004 mit Platz 81.

## Karriere
Ascione, der ab 1998 Future-Turniere spielte, gewann drei Jahre später in Valescure (Frankreich) seinen ersten Future-Titel. 2003 gewann er in Andrezieux mit einem Endspielsieg über den Slowaken Karol Beck sein erstes Challenger-Turnier. Beim Masters-Turnier in Paris schied er in der zweiten Runde gegen Roger Federer aus, schaffte aber mit Platz 88 erstmals den Sprung in die Top 100 der Weltrangliste. In den nächsten Jahren folgten weitere Future- und Challenger-Titel.
In seiner Karriere konnte Ascione kein ATP-Turnier gewinnen, er war jedoch bei acht Challenger- und drei Future-Turnieren siegreich. Seine Titel gewann er überwiegend auf Hartplatz, lediglich drei seiner Challenger-Titel holte er auf Sandplätzen.
Im September 2010 verkündete Ascione seinen Rücktritt vom Profitennis.

## Erfolge
| Legende (Anzahl der Siege)                       |
| Grand Slam                                       |
| Tennis Masters Cup ATP World Tour Finals         |
| ATP Masters Series ATP World Tour Masters 1000   |
| ATP International Series Gold ATP World Tour 500 |
| ATP International Series ATP World Tour 250      |
| ATP Challenger Tour (10)                         |

### Einzel

#### Turniersiege
| Nr. | Datum            | Turnier             | Belag         | Finalgegner              | Ergebnis       |
| --- | ---------------- | ------------------- | ------------- | ------------------------ | -------------- |
| 1.  | 23. Februar 2003 | Andrézieux (1)      | Hartplatz (i) | Karol Beck               | 6:4, 6:2       |
| 2.  | 20. Juli 2003    | Helsinki            | Sand (i)      | Igor Andrejew            | 2:6, 6:1, 6:3  |
| 3.  | 6. Februar 2005  | Andrézieux (2)      | Hartplatz (i) | Stan Wawrinka            | 6:1, 6:3       |
| 4.  | 26. Juni 2005    | Reggio nell’Emilia  | Sand          | Martín Vassallo Argüello | 6:3, 6:0       |
| 5.  | 21. August 2005  | Bronx               | Hartplatz     | Brian Vahaly             | 6:2, 6:3       |
| 6.  | 5. Mai 2007      | Rom                 | Sand          | Victor Crivoi            | 6:3, 6:3       |
| 7.  | 21. Oktober 2007 | Andrézieux (3)      | Hartplatz (i) | José Acasuso             | 7:66, 2:6, 6:2 |
| 8.  | 2. März 2008     | Cherbourg-Octeville | Hartplatz (i) | Kristian Pless           | 7:5, 7:65      |

### Doppel

#### Turniersiege
| Nr. | Datum         | Turnier         | Belag | Partner                | Finalgegner                   | Ergebnis          |
| --- | ------------- | --------------- | ----- | ---------------------- | ----------------------------- | ----------------- |
| 1.  | 2. Mai 2004   | Aix-en-Provence | Sand  | Jean-François Bachelot | Federico Browne Rogier Wassen | 6:4, 5:7, 6:4     |
| 2.  | 30. Juli 2006 | Tampere         | Sand  | Édouard Roger-Vasselin | Lauri Kiiski Tero Vilen       | 5:7, 6:2, [12:10] |

## Abschneiden bei Grand-Slam-Turnieren

### Einzel
| Turnier         | 2003 | 2004 | 2005 | 2006 | 2007 | Bilanz | Karriere |
| --------------- | ---- | ---- | ---- | ---- | ---- | ------ | -------- |
| Australian Open | —    | 2    | —    | 1    | —    | 1:2    | 2        |
| French Open     | 1    | 1    | 1    | 1    | 2    | 1:5    | 2        |
| Wimbledon       | —    | 1    | —    | —    | —    | 0:1    | 1        |
| US Open         | —    | 1    | —    | —    | 1    | 0:2    | 1        |